# Schmude (Adelsgeschlecht)

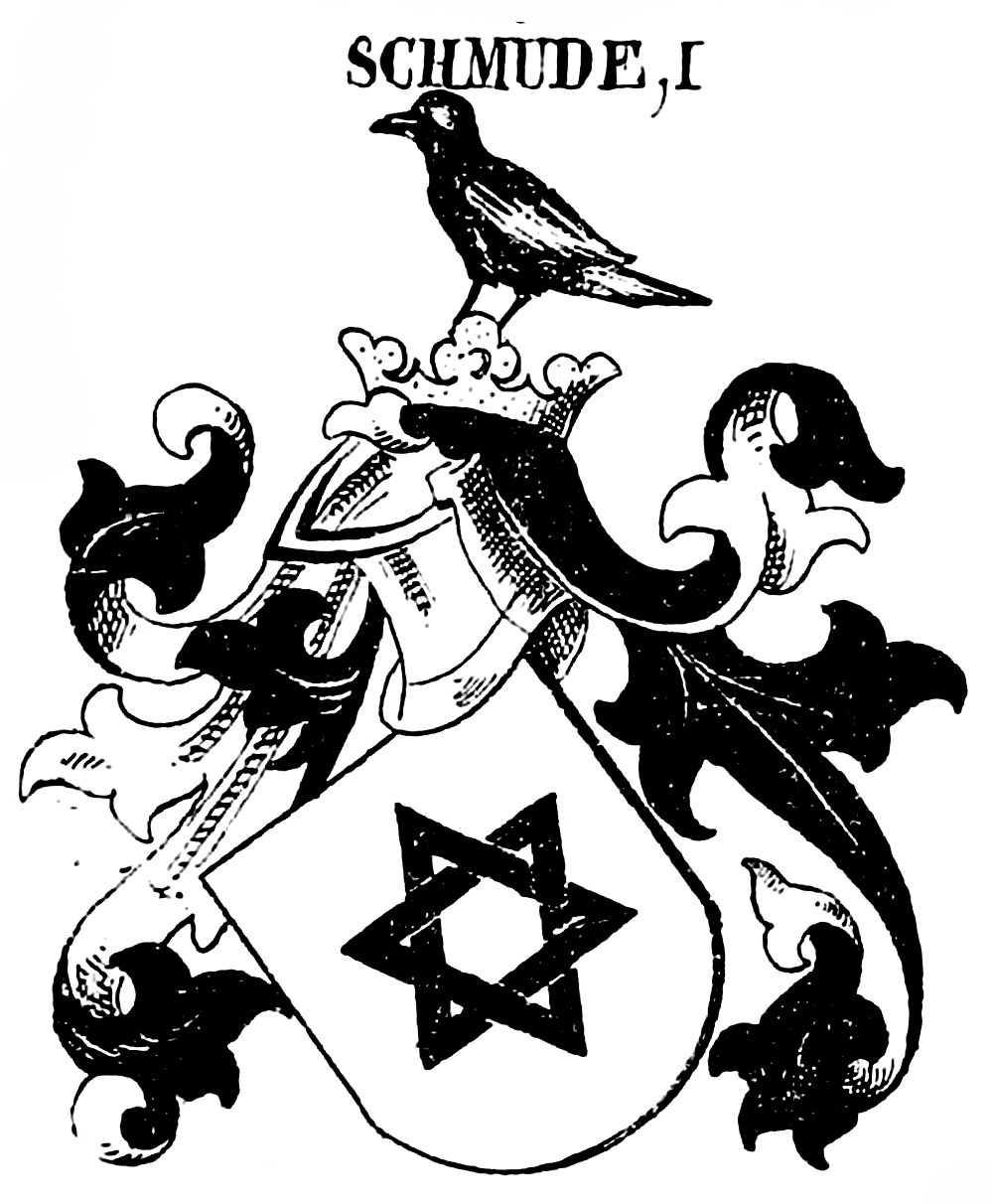
Wappen derer von Schmude

Schmude (sehr häufig auch Zmuda Trzebiatowski sowie auch Smude, Smuda, Schmudde oder Żmuda) ist der Name eines kaschubischen Adelsgeschlechts. Zweige der Familie bestehen bis heute fort. 

## Geschichte
Die Familie ist ein pommerellisches untituliertes Uradelsgeschlecht. Die Stammreihe beginnt mit Balzer (Balthasar) Smuda, seit 1490 Kapitän zur See, welcher gemeinsam mit den adligen Simon Gendrecka, Greger Mlotk, Simon Recka, Olbrecht Pancke und Greger Chammer am 9. Januar 1515 von Herzog Bogislaw X. von Pommern zu Alten Stettin das Dorf Trzebiatkow mit 33 Hufen Land geschenkt bekam.
Eine sächsische Adelsanerkennung erging am 26. Februar 1909 für Ernst von Schmude, Forstverwalter in Oberplanitz. Derselbe ließ sich daraufhin am 29. Juli 1909
in das königlich sächsische Adelsbuch eintragen (Nr. 326).
Ein deutscher Geschlechtsverband wurde 1937 in Berlin gegründet.

### Namensherkunft
Der Name Schmude kann von zmuda abgeleitet werden. Außer dieser Ableitung kommt auch Schmude in Betracht, die deutsche Version des Herkunftsnamens eines Bewohners des litauischen Samogitiens oder Schamaitens.

### Besitz und Schreibweisen
Die Zmuda machten sich auch zu Lonken, Zemmen (1603), Groß Gustkow und weiteren adligen Gütern der Region sesshaft, nehmen jedoch erst unter preußischem Einfluss im 18. Jahrhundert das Prädikat von als Namenszusatz an. Zuvor ist in den Kirchenbüchern der Zusatz „nobiles“ mit Taufnamen und Smuda üblich und ausschließlich.
Zeitgenössische Kirchenbuchschreiber in Pommern neigen regelmäßig zu Unterlassungen, in der Annahme, der Adelsstand einer Familie sei regional bekannt. Namensvarianten lauten deshalb heute, obwohl eine Familie, sehr unterschiedlich: Smuda, Zmuda, von Smuda, von Zmuda, von Schmude, von Schmudde, von Schmuda, von Smuda-Trzebiatowski, Zmuda von Trzebiatowski, von Schmuda Trzebiatowski oder auch (unter Weglassung des eigentlichen Familiennamens) nur von Trzebiatowski. Der Name Trzebiatowski gibt den Stammsitz der Familie wieder, den Namen tragen aber auch andere dort ansässige Familien, so die Jutrzenka und die Malotki. Das -ski ist in diesem Zusammenhang als „aus Trzebiatkow“ zu verstehen. Dieser Ort (deutsch auch: Tschebiatkow) im ehemaligen Landkreis Bütow ist heute Teil der Landgemeinde Tuchomie nahe der Stadt Bütow. Die Smuda, auch Schmudde zu Zemmen, einem Nachbarort von Trzebiatkow, treten dementsprechend unter Namen wie von Smuda-Cieminski oder nur von Cieminski auf. In Adlig Briesen saß außerdem ein Zweig der Familie, der sich seit etwa 1700 Zmuda Trzebiatowski alias Knypc (Knyps) bzw. von Knypc Trzebiatowski nannte.
Die unterschiedlichen Schreibweisen des Namens mit „Z“ und „S“ und unter Verwendung oder Auslassung eines von und aller anderen Zusätze entstanden ab dem 19. und 20. Jahrhundert, unter anderem aus Gründen der besseren Unterscheidbarkeit, der politischen Lage der Region oder auch zur Anpassung an den jeweiligen Sprachraum des Zuzugs.

## Wappen

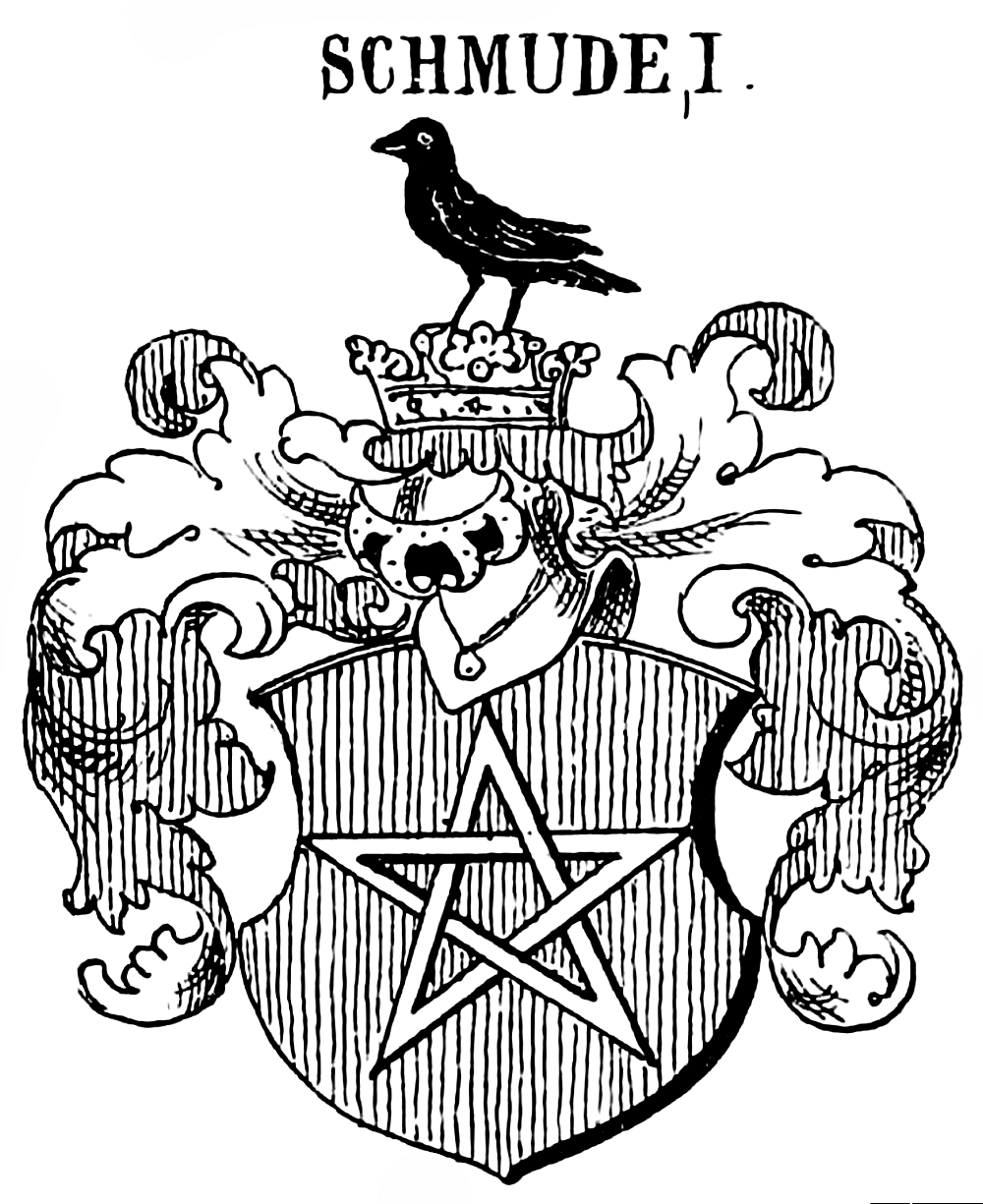
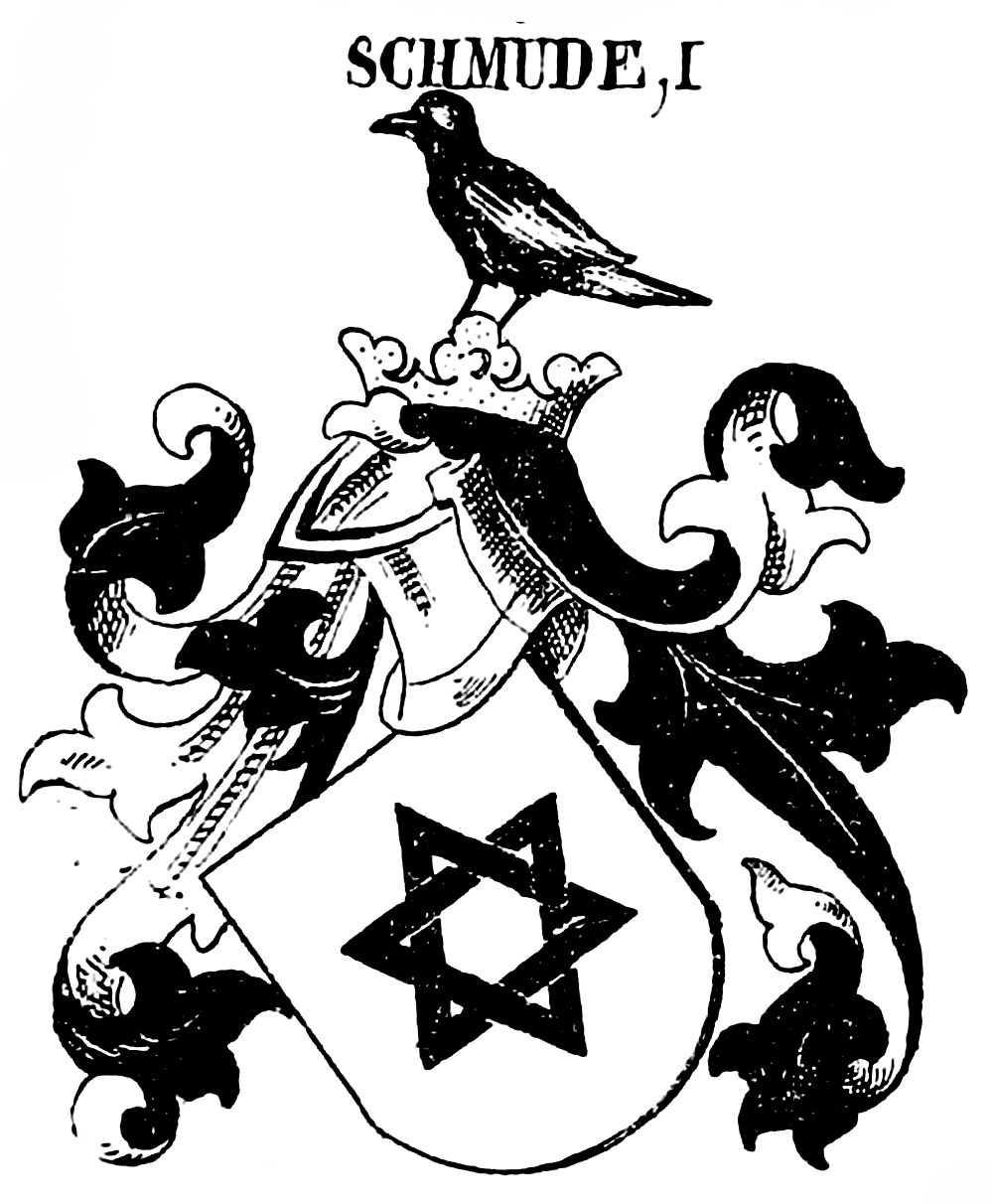
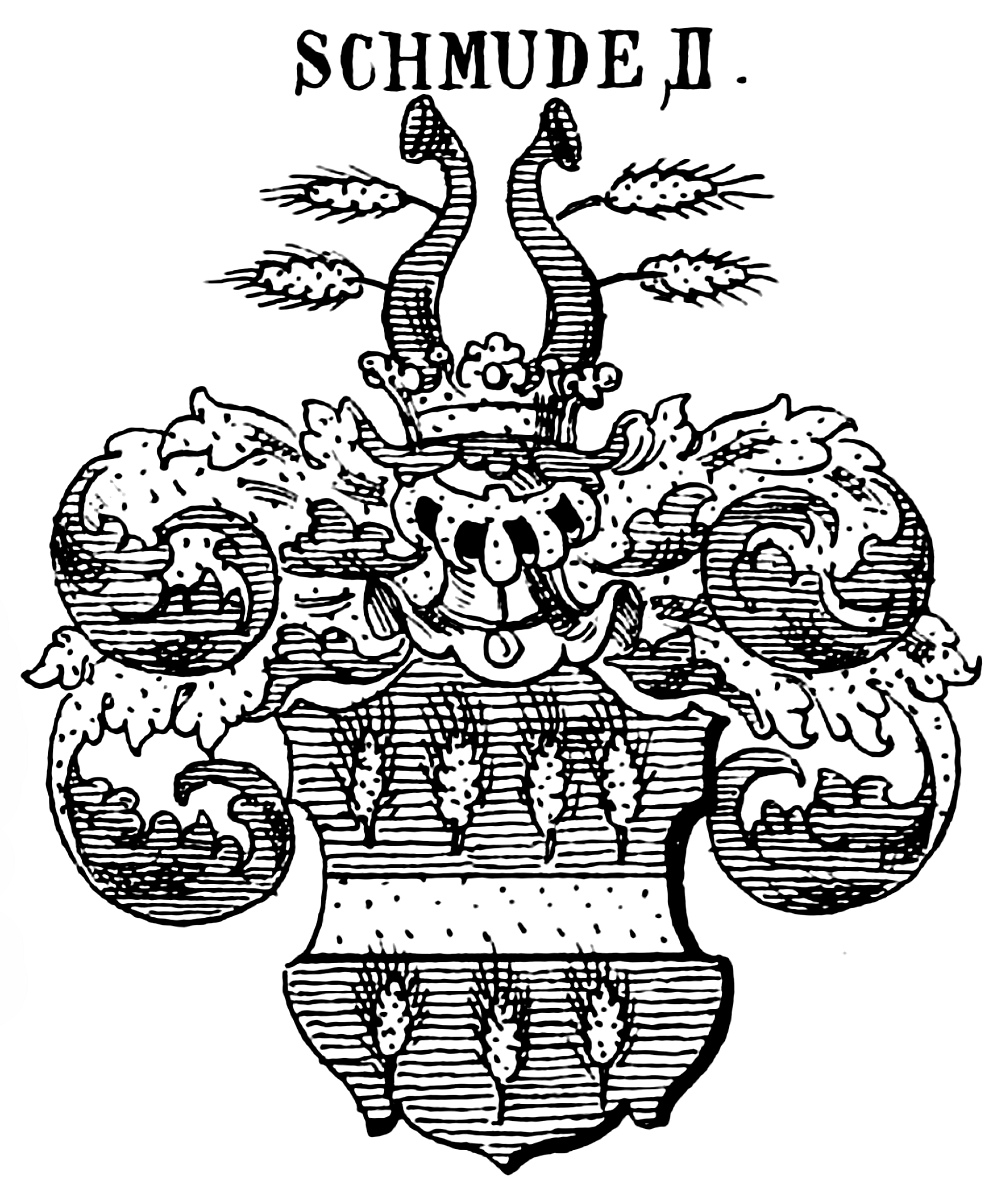
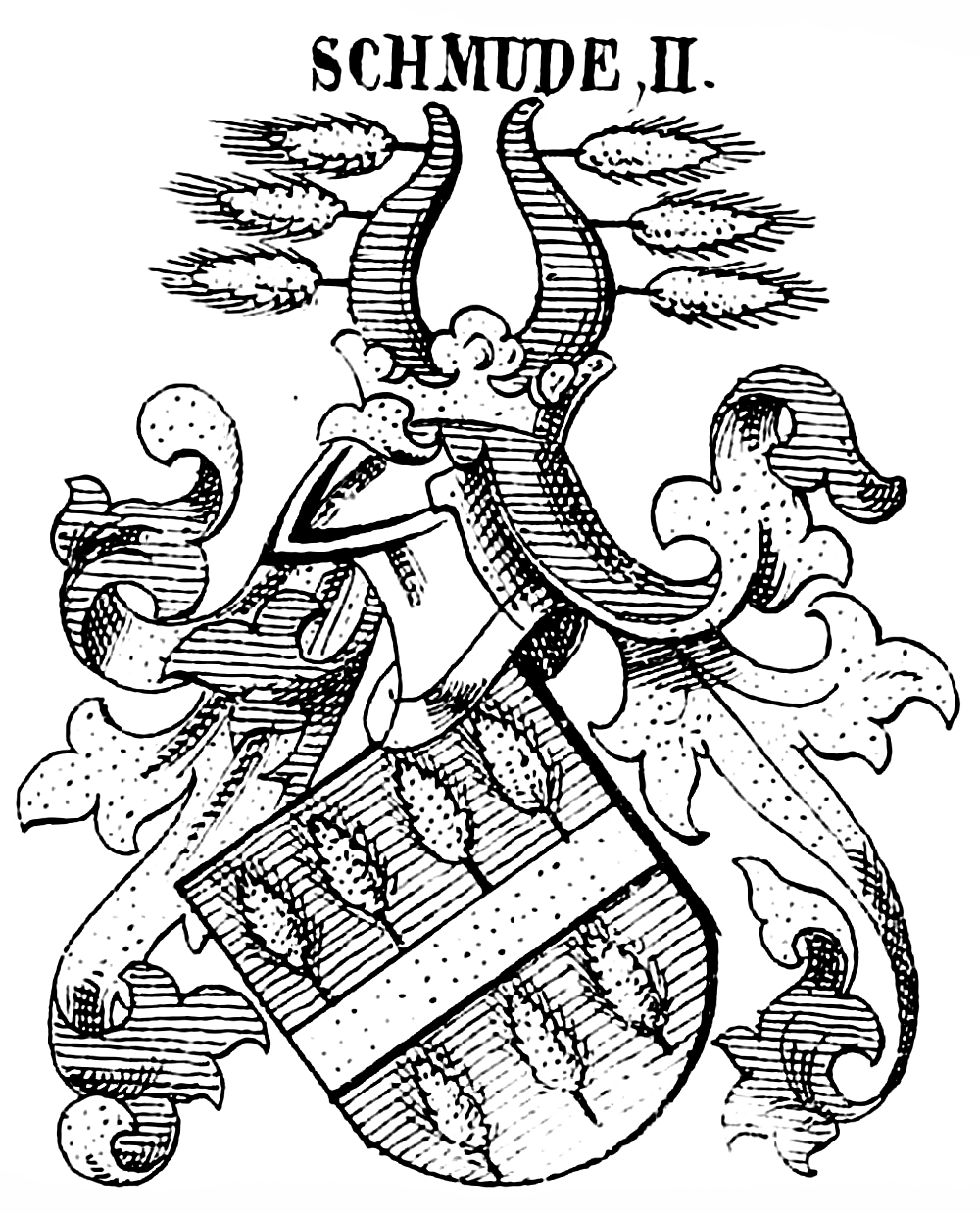
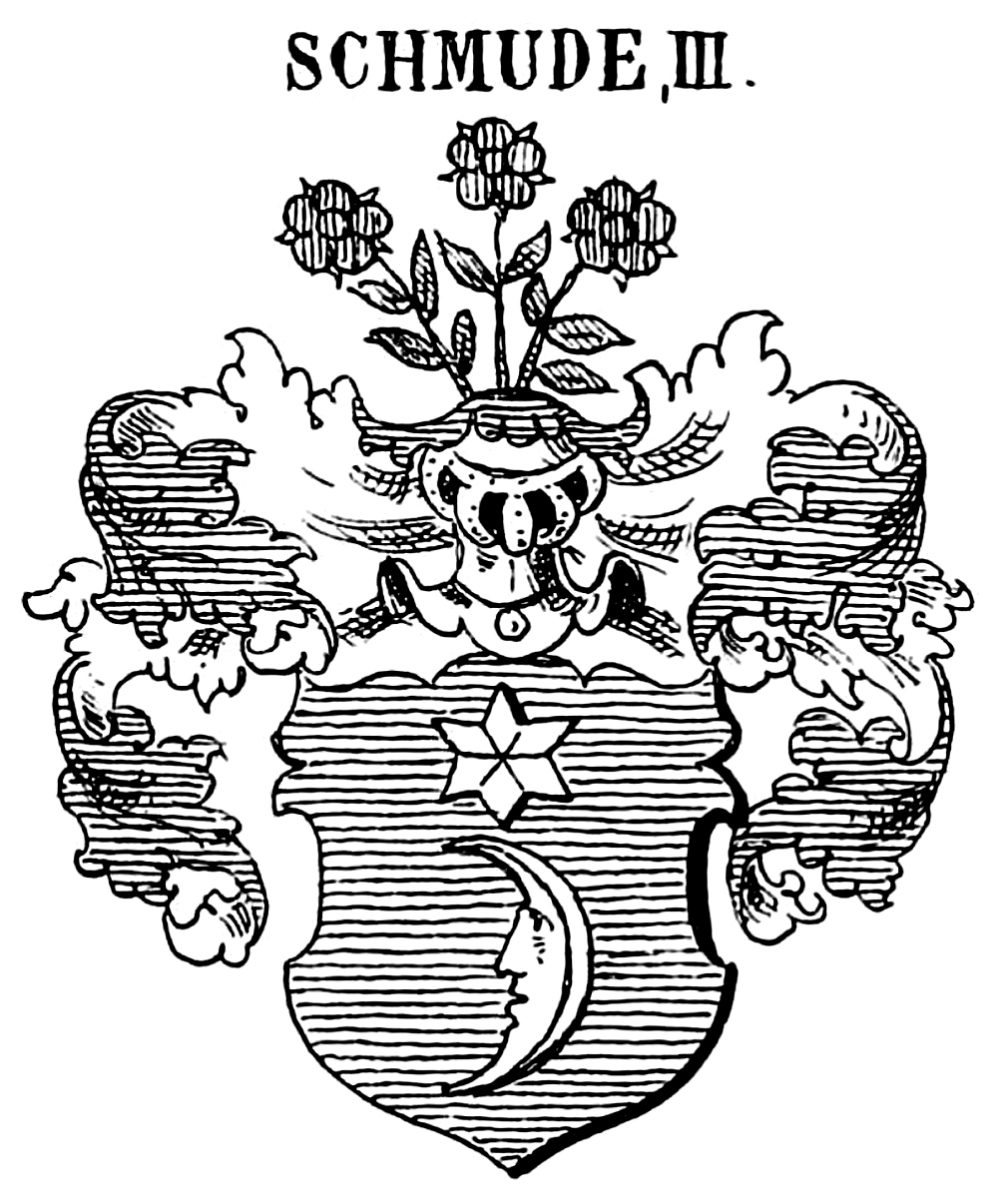
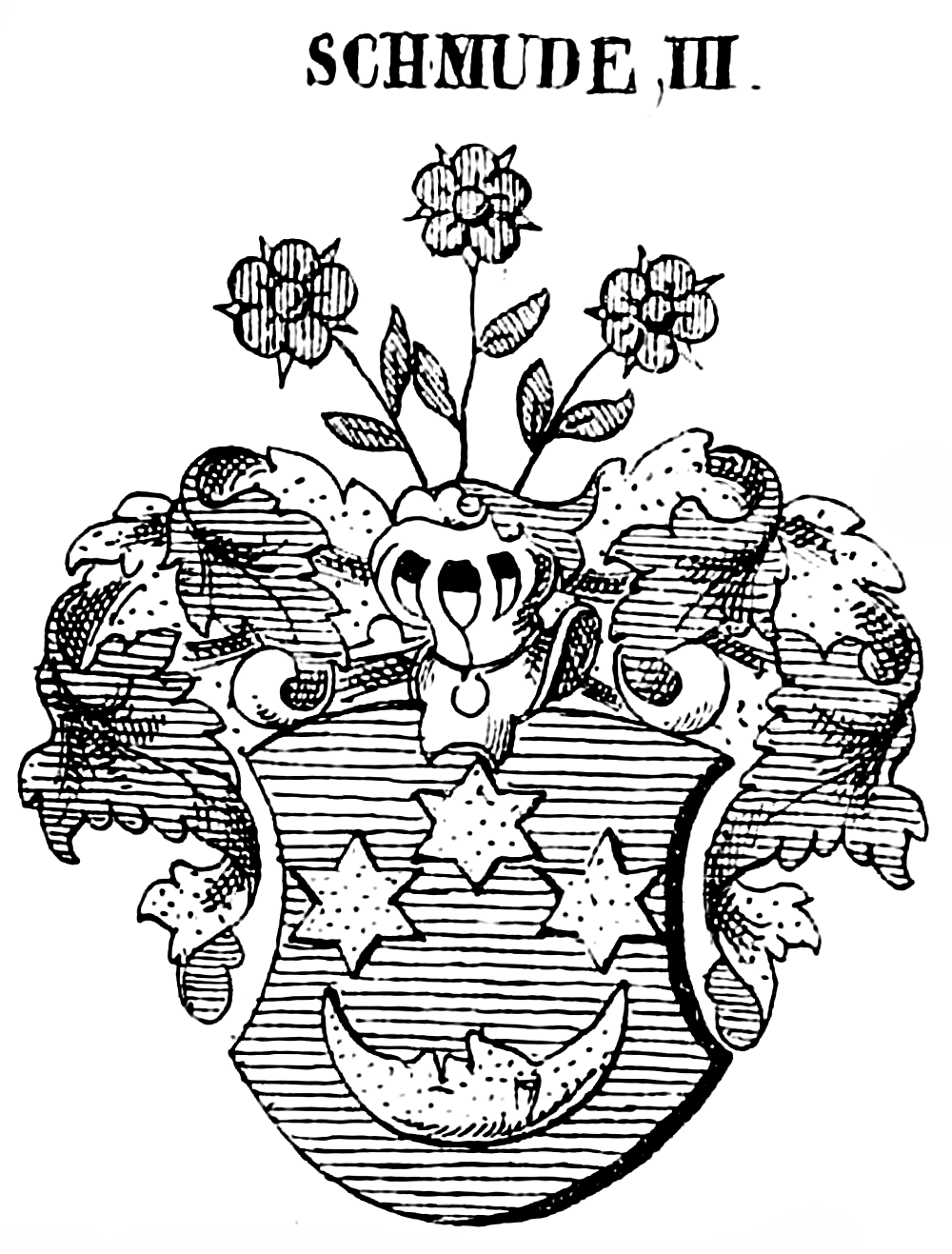

Es sind mindestens elf unterschiedliche Wappendarstellungen bekannt, die sich in drei Gruppen aufteilen lassen.
- Das Stammwappen zeigt in Silber ein schwarzes Hexagramm. Auf dem Helm mit schwarz-silbernen Decken eine silberne Taube. Das Stammwappen wurde und wird von einzelnen Zweigen des Geschlechts mit Abweichungen im Kleinod und der Tingierung geführt. Diese Wappen wurde u. a. von den Zmuda Trzebiatowski und Zmuda Cieminski gebraucht.
- Der Schild in Blau, geteilt von einem goldenen Querbalken, oben je vier, unten je 3 goldene Ähren. Auf dem gekrönten Helm blaue Büffelhörner, besetzt je mit drei aussenstehenden goldenen Ähren. Diese Wappen wurde u. a. von den Zmuda Gostkowski und Zmuda Dąbrowski gebraucht.
- Mehrere Varianten des Wappens Ksiezyc, unterscheiden sich Anzahl der Sterne oben (zwei bis drei) oder Stellung und Tingierung des Mondes (Silber, nach links blickend oder Gold nach oben blickend). Als Kleinod drei rote, grünbestielte und beblätterte rote Rosen, bzw. die Taube aus dem Stammwappen. Diese Wappen wurde u. a. von den Zmuda Trzebiatowski gebraucht.

Unterschiedliche Wappendarstellungen der Schmude in Siebmachers neuen Wappenbüchern

## Bekannte Namensträger
- Michael von Schmude (1939–2024), deutscher Politiker (CDU)
- Karl-Heinz Smuda (* 1961), deutscher Lektor, Ghostwriter und Verleger
- Klemens Zmuda Trzebiatowski (1913–1984), polnischer Hochschullehrer an der Universität Danzig
- Robert Żmuda Trzebiatowski (* 1976), kaschubischer Dichter
- Marta Żmuda Trzebiatowska (* 1984), polnische Schauspielerin